# Synagoga w Krośniewicach
Synagoga w Krośniewicach – synagoga znajdująca się w Krośniewicach przy ulicy Kutnowskiej 16.
Synagoga została zbudowana w I połowie XIX wieku, według niektórych źródeł około 1841 roku. Podczas II wojny światowej synagoga została zdewastowana przez okupantów, znalazła się także na terenie getta żydowskiego uwtorzonego w Krośniewicach w 1940 roku. 
Po zakończeniu wojny budynek został przebudowany na potrzeby kina, które istniało tam od 1951 roku, następnie stał opuszczony. W 2004 roku budynek został sprzedany przez miasto prywatnemu właścicielowi, od tego czasu, po przebudowie, służy jako zakład pogrzebowy.
W 2012 roku obok synagogi odsłonięto kamień pamiątkowy upamiętniający likwidację getta.